# Giovanna di Braganza
Giovanna di Braganza (16 settembre 1636 – Lisbona, 17 novembre 1653) era la terza figlia dell'allora duca di Braganza, Giovanni II (il futuro re Giovanni IV del Portogallo) e di sua moglie Luisa de Guzman, al Palazzo Ducale di Vila Viçosa.
Nel 1645, al momento che diventò la figlia di Giovanni IV del Portogallo, è stata la prima principessa di Beira, titolo creato da suo padre, da assegnare alla figlia primogenita del re del Portogallo.

## Morte
Morì a Lisbona il 17 novembre del 1653, pochi mesi dopo la morte dell'erede al trono, il principe Teodosio, fatto molto triste per la famiglia reale portoghese. Originariamente è stata sepolta nel Monastero di Jeronimos, ed è stata poi trasportata al Pantheon di Braganza in São Vicente de Fora.

## Ascendenza
|                                                          |                                    |                                                 | Genitori                                            |  |  | Nonni |  |  | Bisnonni               |  |  | Trisnonni              |  |
|                                                          |                                    |                                                 |                                                     |  |  |       |  |  | Giovanni I di Braganza |  |  | Teodosio I di Braganza |  |
|                                                          |                                    |                                                 |                                                     |  |  |       |  |  | Giovanni I di Braganza |  |  | Teodosio I di Braganza |  |
|                                                          |                                    | Isabel de Lencastre                             |                                                     |  |  |       |  |  | Giovanni I di Braganza |  |  |                        |  |
| Teodosio II di Braganza                                  |                                    |                                                 |                                                     |  |  |       |  |  | Giovanni I di Braganza |  |  |                        |  |
|                                                          |                                    | Caterina di Guimarães                           | Eduardo d'Aviz                                      |  |  |       |  |  |                        |  |  |                        |  |
|                                                          |                                    | Caterina di Guimarães                           | Eduardo d'Aviz                                      |  |  |       |  |  |                        |  |  |                        |  |
|                                                          |                                    | Caterina di Guimarães                           | Isabel di Braganza                                  |  |  |       |  |  |                        |  |  |                        |  |
| Giovanni IV del Portogallo                               |                                    | Caterina di Guimarães                           |                                                     |  |  |       |  |  |                        |  |  |                        |  |
|                                                          |                                    | Juan Fernández de Velasco                       | Íñigo Fernández de Velasco, IV duca di Frías        |  |  |       |  |  |                        |  |  |                        |  |
|                                                          |                                    | Juan Fernández de Velasco                       | Íñigo Fernández de Velasco, IV duca di Frías        |  |  |       |  |  |                        |  |  |                        |  |
|                                                          |                                    | Juan Fernández de Velasco                       | Ana Pérez de Guzmán y Aragón                        |  |  |       |  |  |                        |  |  |                        |  |
| Ana de Velasco y Girón                                   |                                    | Juan Fernández de Velasco                       |                                                     |  |  |       |  |  |                        |  |  |                        |  |
|                                                          |                                    | María Girón de Guzmán                           | Pedro Téllez-Girón, I duca di Osuna                 |  |  |       |  |  |                        |  |  |                        |  |
|                                                          |                                    | María Girón de Guzmán                           | Pedro Téllez-Girón, I duca di Osuna                 |  |  |       |  |  |                        |  |  |                        |  |
|                                                          |                                    | María Girón de Guzmán                           | Leonor Ana de Guzmán y Aragón                       |  |  |       |  |  |                        |  |  |                        |  |
| Giovanna di Braganza                                     |                                    | María Girón de Guzmán                           |                                                     |  |  |       |  |  |                        |  |  |                        |  |
|                                                          | Alonso Pérez de Guzmán y Sotomayor | Juan Carlos Pérez de Guzmán, IX conte di Niebla |                                                     |  |  |       |  |  |                        |  |  |                        |  |
|                                                          | Alonso Pérez de Guzmán y Sotomayor | Juan Carlos Pérez de Guzmán, IX conte di Niebla |                                                     |  |  |       |  |  |                        |  |  |                        |  |
|                                                          | Alonso Pérez de Guzmán y Sotomayor | Leonor Manrique de Zuñiga Sotomayor             |                                                     |  |  |       |  |  |                        |  |  |                        |  |
| Juan Manuel Pérez de Guzmán, VIII duca di Medina Sidonia | Alonso Pérez de Guzmán y Sotomayor |                                                 |                                                     |  |  |       |  |  |                        |  |  |                        |  |
|                                                          |                                    | Ana de Sylva y Mendoza                          | Ruy Gómez de Silva                                  |  |  |       |  |  |                        |  |  |                        |  |
|                                                          |                                    | Ana de Sylva y Mendoza                          | Ruy Gómez de Silva                                  |  |  |       |  |  |                        |  |  |                        |  |
|                                                          |                                    | Ana de Sylva y Mendoza                          | Ana de Mendoza, Principessa di Eboli                |  |  |       |  |  |                        |  |  |                        |  |
| Luisa di Guzmán                                          |                                    | Ana de Sylva y Mendoza                          |                                                     |  |  |       |  |  |                        |  |  |                        |  |
|                                                          |                                    | Francisco Gómez de Sandoval y Rojas             | . Francisco Gómez de Sandoval, IV marchese di Denia |  |  |       |  |  |                        |  |  |                        |  |
|                                                          |                                    | Francisco Gómez de Sandoval y Rojas             | . Francisco Gómez de Sandoval, IV marchese di Denia |  |  |       |  |  |                        |  |  |                        |  |
|                                                          |                                    | Francisco Gómez de Sandoval y Rojas             | Isabel de Borja                                     |  |  |       |  |  |                        |  |  |                        |  |
| Juana Lorenza Gómez de Sandoval y la Cerda               |                                    | Francisco Gómez de Sandoval y Rojas             |                                                     |  |  |       |  |  |                        |  |  |                        |  |
|                                                          |                                    | Catalina de la Cerda                            | Juan de la Cerda                                    |  |  |       |  |  |                        |  |  |                        |  |
|                                                          |                                    | Catalina de la Cerda                            | Juan de la Cerda                                    |  |  |       |  |  |                        |  |  |                        |  |
|                                                          |                                    | Catalina de la Cerda                            | Joana de Noronha                                    |  |  |       |  |  |                        |  |  |                        |  |
|                                                          |                                    | Catalina de la Cerda                            |                                                     |  |  |       |  |  |                        |  |  |                        |  |